# Пуерто-Суарес
Пуерто-Суарес (ісп. Puerto Suárez) — місто й порт у Болівії.

## Географія
Місто Пуерто-Суарес розташовується на крайньому південному сході Болівії, в департаменті Санта-Крус, на кордоні з Бразилією, за 648 кілометрів на південний схід від адміністративного центру цього департаменту — міста Санта-Крус-де-ла-Сьєрра. 

### Клімат
Місто знаходиться у зоні, котра характеризується кліматом тропічних саван. Найтепліший місяць — січень із середньою температурою 27.8 °C (82 °F). Найхолодніший місяць — липень, із середньою температурою 20.6 °С (69 °F).
| Клімат Пуерто-Суареса   | Клімат Пуерто-Суареса | Клімат Пуерто-Суареса | Клімат Пуерто-Суареса | Клімат Пуерто-Суареса | Клімат Пуерто-Суареса | Клімат Пуерто-Суареса | Клімат Пуерто-Суареса | Клімат Пуерто-Суареса | Клімат Пуерто-Суареса | Клімат Пуерто-Суареса | Клімат Пуерто-Суареса | Клімат Пуерто-Суареса | Клімат Пуерто-Суареса |
| Показник                | Січ.                  | Лют.                  | Бер.                  | Квіт.                 | Трав.                 | Черв.                 | Лип.                  | Серп.                 | Вер.                  | Жовт.                 | Лист.                 | Груд.                 | Рік                   |
| Абсолютний максимум, °C | 37                    | 37                    | 37                    | 35                    | 33                    | 32                    | 33                    | 37                    | 41                    | 39                    | 38                    | 37                    | 41                    |
| Середній максимум, °C   | 33                    | 33                    | 33                    | 30                    | 27                    | 27                    | 27                    | 28                    | 31                    | 32                    | 32                    | 33                    | 31                    |
| Середня температура, °C | 27                    | 27                    | 26                    | 23                    | 21                    | 21                    | 20                    | 21                    | 24                    | 26                    | 26                    | 27                    | 24                    |
| Середній мінімум, °C    | 22                    | 21                    | 20                    | 17                    | 15                    | 16                    | 14                    | 15                    | 17                    | 20                    | 20                    | 21                    | 18                    |
| Абсолютний мінімум, °C  | 2                     | 12                    | 12                    | 0                     | −1                    | 5                     | 7                     | 6                     | 7                     | 12                    | 13                    | 10                    | −1                    |
| Норма опадів, мм        | 150                   | 150                   | 90                    | 50                    | 30                    | 30                    | 20                    | 10                    | 40                    | 70                    | 110                   | 110                   | 920                   |
| Днів з дощем            | 9                     | 7                     | 5                     | 3                     | 2                     | 1                     | 1                     | 1                     | 2                     | 4                     | 5                     | 6                     | 51                    |
| Вологість повітря, %    | 73                    | 74                    | 74                    | 72                    | 72                    | 71                    | 68                    | 61                    | 61                    | 64                    | 68                    | 71                    | 69                    |
| ----------------------- | --------------------- | --------------------- | --------------------- | --------------------- | --------------------- | --------------------- | --------------------- | --------------------- | --------------------- | --------------------- | --------------------- | --------------------- | --------------------- |
| Джерело: Weatherbase    |                       |                       |                       |                       |                       |                       |                       |                       |                       |                       |                       |                       |                       |

## Транспорт та економіка
Пуерто-Суарес є центром провінції Ерман Буш і крупним річковим портом, розташованим на озері Лагуна-Касерес. Поєднується каналом Таменго з розвиненою судноплавною мережею річок Парагвай й Парана.
У безпосередній близькості до Пуерто-Суареса лежать гори Ель-Мутун, в яких виявлено найбільші у світі поклади залізних і манаганових руд.
Пуерто-Суарес має сучасний аеропорт, окрім того він шосейними та залізничними лініями пов'язаний із внутрішніми районами Болівії, а також із сусідньою Бразилією.

## Демографія
Місто Пуерто-Суарес було засновано 10 листопада 1875 року й до 1960-их років залишалось невеликим поселенням з кількістю жителів, що не перевищувала 2.000. Згодом почалось стрімке зростання населення міста (1992 — вже 9.863 жителів, 2010 — 13.233).